# 三悪道中膝栗毛
『三悪道中膝栗毛』（さんあくどうちゅうひざくりげ）は人間椅子の12枚目のアルバム。
初回特典にステッカーが付属。2016年にはHQCDで再発された。

## 解説
アルバム・タイトルは十返舎一九の『東海道中膝栗毛』を捩ったものである。また、和嶋によると仏教における三悪趣（三悪道）とかかっているという。
アルバム・ジャケットは人間椅子の3人が、（本来は2人であるが）やじきたに扮し、浮世絵『東海道五十三次』を背景に3人が合成されている。DVD『見知らぬ世界』に収録されている「洗礼」のPVでも同じく、やじきたに扮した3人が東海道を歩むという設定のもので、道中で、地獄に落ちたりしている。
特筆すべきこととして、それまでは作曲者がボーカルを担当するという形態をとっていたが、本作では和嶋が作曲した楽曲「道程」でドラムスのナカジマノブがボーカルを担当している。
本作より、ナカジマノブが加入。

## 収録曲
| 全編曲: 人間椅子。 |                            |           |           |       |
| #                  | タイトル                   | 作詞      | 作曲      | 時間  |
| 1.                 | 「洗礼」                   | 和嶋慎治  | 鈴木研一  | 5:36  |
| 2.                 | 「野垂れ死に」             | 和嶋慎治  | 和嶋慎治  | 6:14  |
| 3.                 | 「意趣返し」               | 和嶋慎治  | 鈴木研一  | 5:44  |
| 4.                 | 「道程」(歌：ナカジマノブ) | 和嶋慎治  | 鈴木研一  | 3:09  |
| 5.                 | 「与太郎正伝」             | 和嶋慎治  | 和嶋慎治  | 4:15  |
| 6.                 | 「悪霊」                   | 鈴木研一  | 鈴木研一  | 5:08  |
| 7.                 | 「新生」                   | 和嶋慎治  | 和嶋慎治  | 6:44  |
| 8.                 | 「夜間飛行」               | 和嶋慎治  | 鈴木研一  | 6:42  |
| 9.                 | 「のれそれ」               | 和嶋慎治  | 和嶋慎治  | 4:50  |
| 10.                | 「発射」                   | 鈴木研一  | 鈴木研一  | 3:25  |
| 11.                | 「痴人の愛」               | 和嶋慎治  | 和嶋慎治  | 5:01  |
| 合計時間:          | 合計時間:                  | 合計時間: | 合計時間: | 56:48 |

## 演奏者
- 和嶋慎治 - ギター、ボーカル
- 鈴木研一 - ベース、ボーカル
- ナカジマノブ - ドラムス、ボーカル